# Thantomthant
Thantomthant is het 68ste stripverhaal van De Kiekeboes. De reeks wordt getekend door striptekenaar Merho. Het album verscheen in januari 1996.

## Verhaal
Marcel Kiekeboe heeft in het bedrijf van Van de Kasseien de prijs voor beste medewerker gewonnen: een reis naar Sri Lanka. Maar dat doet Van de Kasseien niet zomaar: in Sri Lanka moet hij een envelop afgeven en zal hij een pakje ontvangen. Op de luchthaven komen ze inspecteur Sapperdeboere tegen, die undercover meegaat als reisleider. Hij heeft een speciale opdracht: hij moet de 8 leden van het reisgezelschap in de gaten houden, omdat een van hen wapens smokkelt voor de hindoesekte van Thantomthant. Ze komen ook te weten dat de sekte het gouden schrijn met de tand van Boeddha wil stelen.